# Musée de l'Assistance publique – Hôpitaux de Paris
Musée de l'Assistance publique – Hôpitaux de Paris (Muzeum Veřejné asistence – Pařížské nemocnice) je muzeum v Paříži. Od svého založení v roce 1934 až do června 2012 sídlilo v paláci Hôtel de Miramion na Quai de la Tournelle. Muzeum je kvůli rekonstrukci uzavřeno do roku 2018. Jeho kanceláře se nacházejí v ulici Rue des Fossés Saint-Marcel č. 10 v 5. obvodu. Muzeum spravuje zdravotnická služba města Paříže Assistance publique – Hôpitaux de Paris. Muzeum představuje dějiny léčení a nemocnic.

## Historie
Muzeum bylo otevřeno pro veřejnost v roce 1934. Snahy o zajištění historických předmětů se však objevily již na konci 19. století, zejména ohledně velké sbírky farmaceutické fajáns, která byla rychlým rozvojem industrializace ve zdravotnictví odsouzena k zániku. Na základě doporučení pařížské rady v roce 1901 zavedla Generální správa Assistance publique ochranu těchto objektů s výhledem na vytvoření muzea. Tak začaly být v paláci Miramion, kde již od roku 1812 sídlila ústřední nemocniční lékárna, shromažďovány obrazy, busty a další předměty do té doby rozptýlené v kaplích a budovách nejstarších nemocnic.
Muzeum rok po svém otevření získalo do sbírek významný kus: kompletní výzdobu interny z nemocnice Charité, která byla zbořena kvůli zastaralosti. Muzeum postupně rozšiřovalo své sbírky díky zodpovědnosti zaměstnanců nemocnic, ale také dary od jednotlivců.
Muzeum prodělalo v letech 1974-1981 výraznou renovaci, která mu umožnilo rozšířit své výstavní prostory.
Dne 30. června 2012 bylo muzeum pro veřejnost uzavřeno a bude opět zpřístupněno v roce 2018 v Hôtel-Dieu. Během tohoto období bude muzeum vystavovat své předměty na výstavách v jiných muzeích. Hôtel de Miramion Assistance publique prodala francouzskému miliardáři Xavieru Nielovi, aby získala finanční prostředky na modernizaci svých nemocnic.

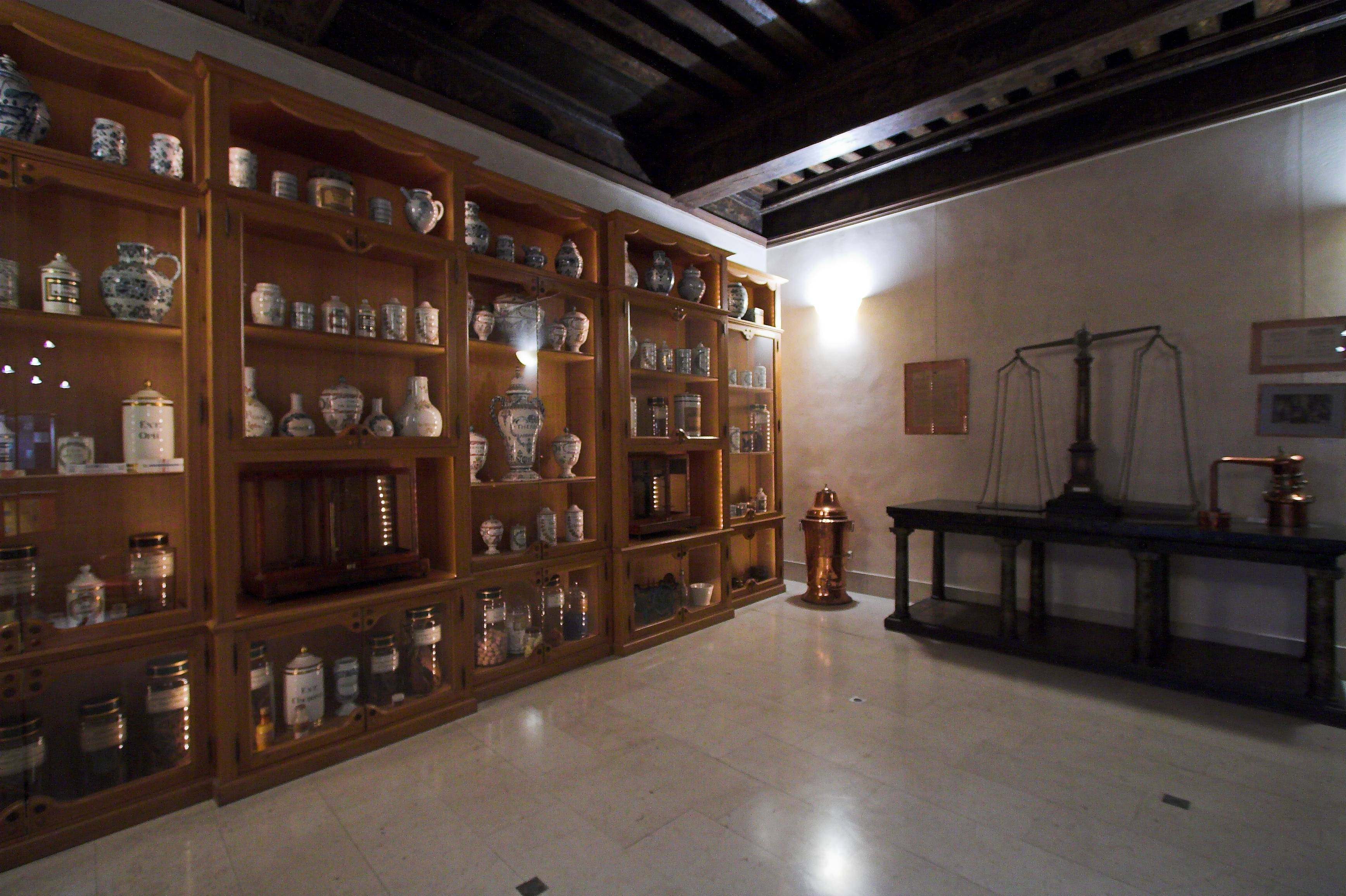
Expozice v muzeu

## Sbírky
Sbírky zahrnují přes 10 000 objektů představující nemocniční prostředí od středověku po současnost: obrazy, sochy, kresby a rytiny, nábytek, oděvy, lékařské příručky, nástroje a přístroje, výukové předměty.
Sbírky jsou rozděleny do oblastí církevní péče (od středověku do církevní rozluky), sociální péče (sirotčince, chudobince), dějiny lékařství (počátky, vývoj, objevy, lékárnictví, stomatologie) a nelékařská péče (porodnictví).